# Степури (Лубенский район)
Степури (укр. Степурі) — село,
Остаповский сельский совет,
Лубенский район,
Полтавская область,
Украина.
Код КОАТУУ — 5322885704. Население по переписи 2001 года составляло 33 человека.

## Географическое положение
Село Степури находится на правом берегу реки Вязовец,
выше по течению на расстоянии в 2 км расположено село Остаповка,
ниже по течению на расстоянии в 2,5 км расположено село Березовка,
на противоположном берегу — село Богодаровка.
Рядом проходят автомобильная дорога М-03 и
железная дорога, станция Вилы в 2-х км.